# 牛頓鎮區 (密蘇里州香農縣)
牛頓鎮區（英語：Newton Township）是位於美國密蘇里州香農縣的一個行政鎮區。

## 地方資料
牛頓鎮區的面積為341.44平方千米，當中陸地面積為341.35平方千米，而水域面積為0.09平方千米。根據2020年美國人口普查的數據，當地共有人口209人，而人口密度為每平方千米0.61人。